# Аршуки (Роменський район)
Аршуки́ — село в Україні, у Роменському районі Сумської області. Населення становить 40 осіб. Входить до складу Липоводолинської селищної громади.
Після ліквідації Липоводолинського району 19 липня 2020 року село увійшло до Роменського району.

## Географія
Село Аршуки розташоване на відстані 1.5 км від сіл Чирвине, Хоменкове та Весела Долина.
По селу тече струмок, що пересихає.

## Історія
Село постраждало внаслідок геноциду українського народу, проведеного урядом СРСР 1923—1933 та 1946—1947 роках.
До 2019 року орган місцевого самоврядування — Московська сільська рада.